# Insurgent (film)
Insurgent (även kallad The Divergent Series: Insurgent) är en science fiction-actionfilm från 2015, regisserad av Robert Schwentke, baserad på boken Insurgent av Veronica Roth. Det är en uppföljare till Divergent (2014).
En uppföljare, baserad på Allegiant den tredje och sista boken i trilogin, The Divergent Series: Allegiant hade premiär i mars 2016.

## Rollista
| Shailene Woodley | – Beatrice "Tris" Prior |
| Theo James       | – Tobias "Four" Eaton   |
| Octavia Spencer  | – Johanna Reyes         |
| Jai Courtney     | – Eric Coulter          |
| Ray Stevenson    | – Marcus Eaton          |
| Zoë Kravitz      | – Christina             |
| Miles Teller     | – Peter Hayes           |
| Ansel Elgort     | – Caleb Prior           |
| Maggie Q         | – Tori Wu               |
| Naomi Watts      | – Evelyn Johnson-Eaton  |
| Kate Winslet     | – Jeanine Matthews      |
| Mekhi Phifer     | – Max                   |
| Ashley Judd      | – Natalie Prior         |
| Daniel Dae Kim   | – Jack Kang             |
| Keiynan Lonsdale | – Uriah Pedrad          |
| Suki Waterhouse  | – Marlene               |
| Rosa Salazar     | – Lynn                  |
| Emjay Anthony    | – Hector                |
| Janet McTeer     | – Edith Prior           |
| Jonny Weston     | – Edgar                 |

## Produktion

### Förproduktion
I december 2013 meddelade Summit Entertainment att en filmatisering av Insurgent skulle släppas som The Divergent Series: Insurgent den 20 mars 2015. Den 16 december 2013 tillkännagavs att Neil Burger, regissör för Divergent, inte skulle återvända för att regissera Insurgent. Den 13 februari 2014 tillkännagavs att Robert Schwentke erbjöds positionen som regissör för filmen.

### Rollbesättning
I mars 2014 bekräftades det att Shailene Woodley, Theo James, Jai Courtney, Ansel Elgort, Ray Stevenson, Zoë Kravitz, Miles Teller, Maggie Q, Mekhi Phifer och Kate Winslet skulle reprisera sina roller från Divergent.
Den 12 maj 2014 meddelades att Octavia Spencer gick med i rollbesättningen som Amity-representant Johanna Reyes. I slutet av maj 2014 rollbesattes Suki Waterhouse och Jonny Weston som Marlene respektive Edgar.